# Grantchester
För andra betydelser, se Grantchester (olika betydelser).
Grantchester är en civil parish i Storbritannien.   Den ligger i distriktet South Cambridgeshire i grevskapet Cambridgeshire i England, i den sydöstra delen av landet, 80 km norr om London. Antalet invånare är 540. Grantchester har gett namn till tv-serien Grantchester.